# ビネガーヒル
ビネガーヒル（Vinegar Hill）は、アメリカ合衆国バージニア州シャーロッツビル市内の一地域の以前の呼び名。

## 解説
大まかに言って、現在のウエスト・メイン・ストリート、プレストン・アベニュー、4th ストリートに囲まれている三角形の地域がこう呼ばれていた。ビネガーヒルの名前の由来は諸説あり、この地域で行われていた蒸留酒の違法取引のなかで密造酒のことを「ビネガー」という隠語で呼んでいたというものや、アイルランド系アメリカ人住民のジョージ・トゥールが故郷のビネガー・ヒルの戦いにちなんで命名したというものなどがある。

## アフリカ系アメリカ人のコミュニティとして
当初この地域にはアイルランド系アメリカ人移民が多く住んでいたが、 南北戦争後、アフリカ系アメリカ人のコミュニティとして栄えた。人種隔離政策が取られていた時代には、学校や保険代理店、レストラン、衣料品店、ドラッグストア、床屋、魚市場、テーラー、ジャズクラブなどがあり、当時のシャーロッツビル市内のアフリカ系アメリカ人の社会生活の中心地であった。

## 都市再開発と住民の立ち退き
1965年、都市再開発の一環としてビネガーヒル地域の多くの建物が取り壊された。前年に住民投票で可決されたこの取り壊しだが、投票資格の要件であった人頭税を支払えない多くのアフリカ系アメリカ人が投票に参加できなかった。
この再開発によって教会が一堂取り壊され、商店約30軒と約140世帯が立ち退きを強いられた。また、約500人のコミュニティ住民がウエストヘブンの公営住宅に引っ越さなければならなり、 これにより、再開発前は一戸建てに住んでいた家族も集合住宅に住むことを余儀なくされる。
この都市再開発は結局のところ、市内の不衛生な地域を再開発するという建前の下、当時地価が上がっていたビネガーヒルをアフリカ系アメリカ人コミュニティから奪う政策であった。
2011年、シャーロツビル市はこの再開発について公式に謝罪している。

## ユナイト・ザ・ライト・ラリーの報道とビネガーヒル
2017年8月12日、シャーロッツビル市で白人至上主義グループによってユナイト・ザ・ライト・ラリーと呼ばれる極右集会が開かれた。この集会で白人至上主義グループが対抗デモを行った反対派と衝突、死傷者を出す事件に発展する。集会の目的は、市内の公園に設置されていた南北戦争における南部連合の英雄ロバート・E・リー像の撤去に反対することであった 。
集会の前後にアメリカのメディアでシャーロッツビル市の歴史が取り上げられる時は、1960年代のビネガーヒルの再開発が度々言及された。
例えば、オンライン雑誌のスレートは集会前の 2017年6月に、公共の場に設置されたロバート・E・リー像はビネガーヒルのアフリカ系アメリカ人に「公の場所、公の施設そして公の成功は君たちのものではない」というメッセージを送り、ビネガーヒル住民の強制立ち退きに象徴的な役割を果たしたと述べている 。
また、集会後の8月18日のアトランティックの記事では、市内のアフリカ系アメリカ人コミュニティがユナイト・ザ・ライト・ラリー以前にも度々似たような差別を経験してきた様子が描かれ、その一例としてビネガーヒルの再開発が取り上げられている。

## ビネガーヒルの記憶

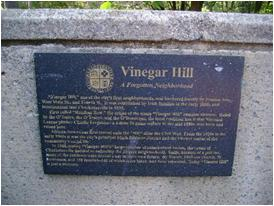
ビネガーヒルの銘板

「ビネガーヒル」という名称は、現在もこの地域で使われている。ビネガーヒル・ショッピング・センターは、プレストン・アベニューに位置する。ビネガーヒル・マガジンはアフリカ系アメリカ人に関わる問題を取り上げる市内唯一の出版物で、この雑誌と提携関係にあるビネガーヒル・ビンテージは服のブランドである。ビネガーヒル・シアターは小規模の映画館で、2013年に閉館するまで37年間数々の名作を上映した 。
市内のダウンタウンモールの壁には、ビネガーヒルの歴史を略記した銘板がはめ込まれている。